# Rassa
Rassa (walserdeutsch Ratsa) ist eine Gemeinde in der italienischen Provinz Vercelli (VC), Region Piemont.

## Lage und Einwohner
Rassa liegt im Norden des Piemont auf 932 m und hat 68 Einwohner (Stand 31. Dezember 2023). Die Nachbargemeinden sind Andorno Micca (BI), Campertogno, Gaby (AO), Gressoney-Saint-Jean (AO), Pettinengo (BI), Piode, Riva Valdobbia, Selve Marcone (BI) und Tavigliano (BI).
Das Gemeindegebiet umfasst eine Fläche von 44 km².

## Einzelnachweise

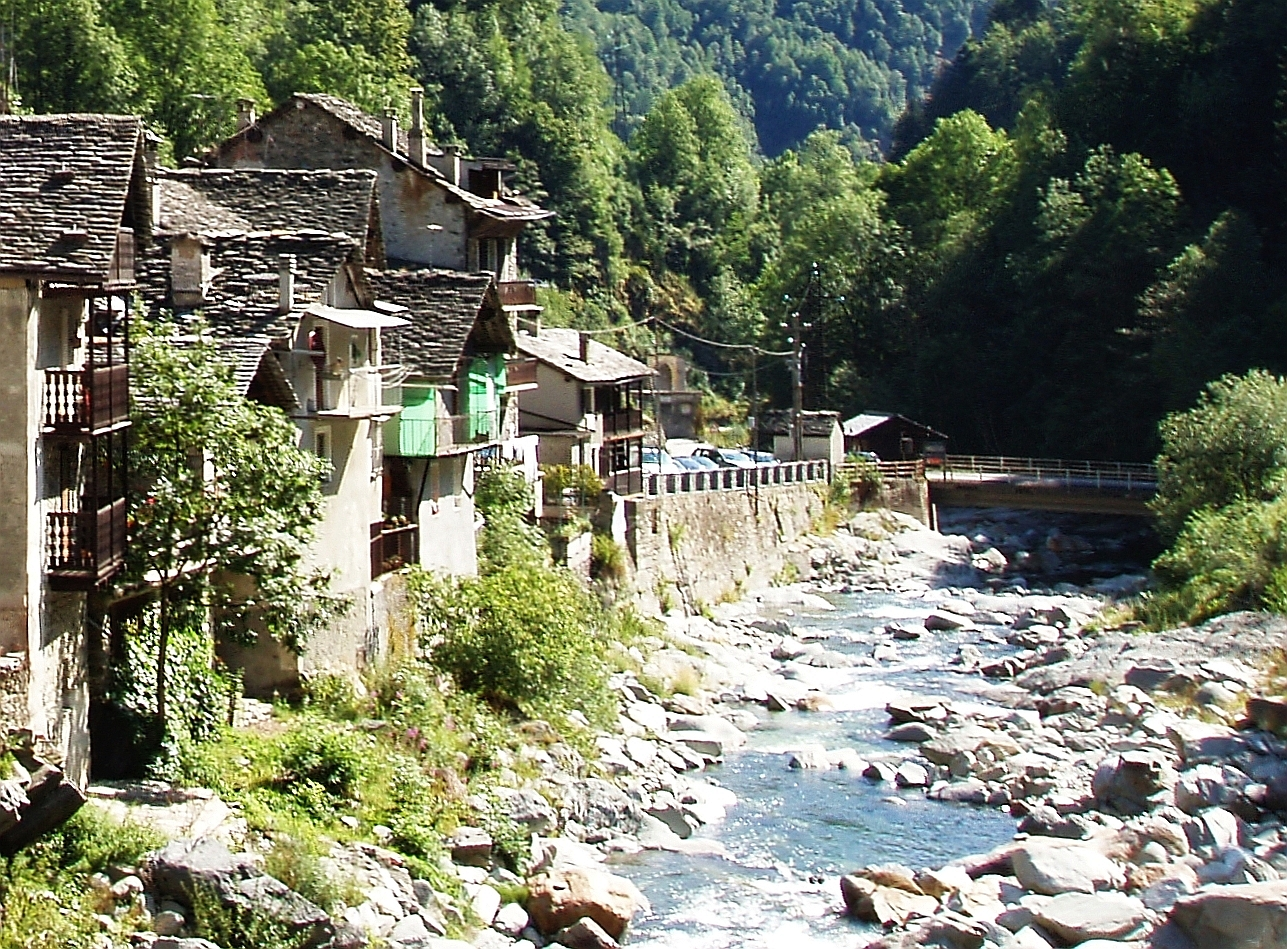